# Paczka sześciu
Paczka sześciu (ang. Six Pack) – amerykańska sportowa komedia obyczajowa z 1982 roku w reżyserii Daniela Petriego. Zdjęcia kręcono w stanach Georgia i Alabama.
Film zarobił 20 225 989 dolarów amerykańskich w Stanach Zjednoczonych.

## Obsada
- Kenny Rogers – Brewster Baker
- Diane Lane – Breezy
- Terry Kiser – Terk
- Charles Kahlenberg – Stan
- Bill Ash – staruszek
- Erin Gray – Lilah
- Barry Corbin – szeryf
- Bob Hannah – Diddler[3]